# 二枚鑑札
二枚鑑札（日语：／ Nimaikansatsu */?），是指日本大相撲中力士兼任相撲部屋親方或行司的做法。

## 概要
明治時代力士與年寄向警察部領取營業執照（営業免許状）的做法制度化，兼任親方與力士的人士有必要領取兩份營業執照。
這種做法在明治至大正大相撲管理制度化前甚多，在二戰後行司與年寄職務分開後，除了特殊情況，力士兼任部屋親方的做法也被禁止。
現在如部屋親方因各原因離職，繼承部屋的力士要先舉行斷髮式退出現役。